# Edwin Skinner
Edwin Skinner (Edwin Joseph Skinner; * 15. Oktober 1940 in Port of Spain) ist ein ehemaliger Sprinter aus Trinidad und Tobago.
Skinner zeigte schon mit 12 Jahren sein weit überdurchschnittliches Talent als Läufer. Bereits 1952 gewann er beim Coronation Sport Meeting im Queen's Park Oval über 100 und 220 Yards. 1959 stand er noch im Schatten von Wendell Mottley, aus dem er sich erst in den folgenden Jahren löste. 1962 hielt er die nationalen Rekorde über 200 und 400 Meter. Im selben Jahr ging er an die University of Maryland, wo er ein Mitglied der Universitätsmannschaft wurde, mit der er einen Hallenweltrekord in der 4-mal-440-Yards-Staffel aufstellte. 
Bei den Olympischen Spielen 1964 in Tokio erreichte er den achten Platz im 400-Meter-Lauf und die Mannschaftsbronzemedaille in der 4-mal-400-Meter-Staffel, zusammen mit seinen Teamkollegen Kent Bernard, Edwin Roberts und Wendell Mottley, hinter den Teams aus den Vereinigten Staaten (Gold) und dem Vereinigten Königreich (Bronze).
Eine weitere Bronzemedaille gewann er über 400 Meter bei den Zentralamerika- und Karibikspielen 1966.